# عبدالله حسینی (بازیکن فوتبال)
عبدالله حسینی (زادهٔ ۱۵ تیر۱۳۶۹) بازیکن فوتبال ایرانی و اهل شهر نور در استان مازندران است که در پست دفاع وسط بازی می‌کند.

## تراکتور
عبدالله حسینی پس از توافق با جمشید نظمی مدیرعامل وقت تراکتور با قراردادی ۲ ساله به تراکتور پیوست.